# البطن (بعدان)

تعديل مصدري - تعديل

البطن محلة تابعة لقرية جاحة، التابعة لعزلة بني منصور بمديرية بعدان إحدى مديريات محافظة إب في الجمهورية اليمنية، بلغ تعداد سكانها 52 حسب تعداد اليمن لعام 2004.